# Dimitar Saprjanow
Dimitar Saprjanow (bulgarisch Димитър Запрянов; * 27. Januar 1960 in Opan, Oblast Stara Sagora; † vor oder am 14. Juli 2024) war ein bulgarischer Judoka. Er trat im Schwergewicht und der offenen Klasse an.
Saprjanow war 1979 Dritter bei den Junioreneuropameisterschaften. Bei den Olympischen Spielen 1980 in Moskau erreichte er im Schwergewicht das Finale gegen den Franzosen Angelo Parisi und erhielt die Silbermedaille. In der offenen Klasse schied er im Viertelfinale gegen den Briten Arthur Mapp aus. Auch bei den Europameisterschaften 1981 erreichte Saprjanow das Finale im Schwergewicht und unterlag dort gegen den sowjetischen Judoka Grigori Weritschew. Zwei Jahre später unterlag Saprjanow im Schwergewichtsfinale der Europameisterschaften 1983 gegen Jabil Biktaschew aus der Sowjetunion. 1984 in Lüttich belegte Saprjanow den fünften Platz im Schwergewicht.
Bei den Weltmeisterschaften 1985 unterlag Saprjanow im Viertelfinale dem Südkoreaner Cho Yong-chul, kämpfte sich dann aber zur Bronzemedaille durch. 1986 erhielt Saprjanow die Bronzemedaille in der offenen Klasse bei den Goodwill Games in Moskau. Bei den Weltmeisterschaften 1987 belegte er im Schwergewicht den fünften Platz. Seine letzte internationale Medaille gewann er bei den Europameisterschaften 1988 mit Bronze im Schwergewicht. Zum Abschluss seiner Karriere belegte er den fünften Platz bei den Olympischen Spielen 1988 in Seoul. Nachdem er in der zweiten Runde gegen den Japaner Hitoshi Saitō verloren hatte, kämpfte er sich über die Hoffnungsrunde bis zum Duell um Bronze durch, verlor diesen Kampf aber gegen Cho Yong-chul.